# Guangdong Hengda Nuzi Paiqiu Julebu 2013-2014
Questa voce raccoglie le informazioni riguardanti il Guangdong Hengda Nuzi Paiqiu Julebu nelle competizioni ufficiali della stagione 2013-2014.

## Organigramma societario
Area tecnica
- Allenatore: Lang Ping

## Rosa
| N° | Nome             | Ruolo | Data di nascita   | Nazionalità sportiva |
| -- | ---------------- | ----- | ----------------- | -------------------- |
| 1  | Juliann Faucette | S/O   | 25 novembre 1989  | Stati Uniti          |
| 2  | Ren Guizhuo      | S     | 29 ottobre 1992   | Cina                 |
| 2  | Zhu Ting         | S     | 29 novembre 1994  | Cina                 |
| 3  | Wang Nan         | P     | 13 agosto 1984    | Cina                 |
| 4  | Wei Ying         | L     | 7 marzo 1989      | Cina                 |
| 5  | Li Yuchen        | S/O   | 13 gennaio 1990   | Cina                 |
| 5  | Shen Jingsi      | P     | 3 maggio 1989     | Cina                 |
| 6  | Zhu Qing         | P     | 25 dicembre 1983  | Cina                 |
| 6  | Yang Junjing     | C     | 15 maggio 1989    | Cina                 |
| 7  | Martina Guiggi   | C     | 1º maggio 1984    | Italia               |
| 8  | Zhou Shanshan    | C     | 26 gennaio 1985   | Cina                 |
| 8  | Zeng Chunlei     | S/O   | 3 novembre 1989   | Cina                 |
| 9  | Yuan Xinyue      | C     | 21 dicembre 1996  | Cina                 |
| 9  | Zhang Xian       | L     | 16 marzo 1985     | Cina                 |
| 10 | Megan Hodge      | C     | 15 ottobre 1988   | Stati Uniti          |
| 11 | Pi Yanchi        | S     | 23 febbraio 1993  | Cina                 |
| 11 | Xu Yunli         | C     | 2 agosto 1987     | Cina                 |
| 12 | Hui Ruoqi        | S     | 4 marzo 1991      | Cina                 |
| 13 | Han Yang         | C     | 23 gennaio 1996   | Cina                 |
| 15 | Li Yao           | S     | 23 ottobre 1995   | Cina                 |
| 15 | Wang Ting        | C     | 9 novembre 1984   | Cina                 |
| 16 | Chen Yao         | C     | 22 settembre 1988 | Cina                 |
| 17 | Liu Yanan        | C     | 26 marzo 1995     | Cina                 |
| 18 | Yu Jiarui        | P     | 23 ottobre 1997   | Cina                 |